# Little Big Planet (jeu vidéo, 2009)
Pour les articles homonymes, voir Little Big Planet (homonymie).
Little Big Planet — LittleBigPlanet selon la graphie du logo, abrégé en  LBP — est un jeu vidéo de plates-formes pour la PlayStation Portable développé par SCE Studio Cambridge en collaboration avec Media Molecule. Il s'agit d'une version portable du jeu vidéo du même nom sur PlayStation 3 mais avec une histoire différente en mode solo et sans les capacités multijoueur du jeu original. Il est cependant possible de créer, échanger et jouer à des niveaux créés intégralement par les joueurs du monde entier par l'intermédiaire de la connexion internet.
Il est sorti le 17 novembre 2009 en Amérique du Nord et le 20 novembre 2009 en Europe.
Il fait partie des jeux gratuits par Sony dans l'offre « Welcome Back ».

## Système de jeu
La jouabilité du jeu est similaire à celle de la version originale sur PlayStation 3, bien qu'elle ne comporte pas le mode multijoueur coopératif et qu'un des "niveaux de profondeur" de création des niveaux soit absent. La version PS3 comporte trois couches "épaisses" et quatre couches "fines", alors que LittleBigPlanet PSP n’en possède que deux couches épaisses et trois couches fines. De plus, contrairement à la version PS3 qui limitait les réapparitions à 3–6 par point de contrôle avant de devoir recommencer le niveau, la version PSP permet un nombre illimité de réapparitions.
Le jeu propose une toute nouvelle campagne avec des niveaux inédits, comprenant une introduction, 23 niveaux principaux et 14 mini-niveaux, dont deux sont des « mini-jeux ». Ces niveaux ont été créés par SCE Studio Cambridge et sont inspirés de sept thèmes différents, eux-mêmes basés sur des lieux réels comme des jardins chinois, des déserts australiens ou encore des montagnes alpines.
Les joueurs doivent parcourir des labyrinthes complexes à l'aide de divers dispositifs comme des interrupteurs, des plateformes rotatives ou encore des lanternes flottantes sur lesquelles Sackboy peut s'accrocher ou monter. L’objectif principal de chaque niveau est d’atteindre la fin du parcours tout en évitant des pièges mortels, comme des serpents électriques surgissant pour tenter de tuer le personnage. Le jeu intègre également un système de contenu généré par les utilisateurs, similaire à celui de la version PlayStation 3.
L’objectif global du jeu est de collecter des bulles de prix qui contiennent des autocollants, des costumes, des matériaux et des objets que les joueurs peuvent utiliser pour personnaliser leur Sackboy ainsi que leurs niveaux. Les joueurs peuvent créer leurs propres niveaux à partir d'une page blanche ou d'un modèle, en utilisant des éléments gagnés dans le jeu ou fournis par les développeurs. Ces niveaux peuvent être téléchargés sur les serveurs en ligne du jeu afin d’être partagés avec la communauté.

## Synopsis
L'histoire du jeu est une suite du jeu original sorti sur PlayStation 3. Sackboy, le personnage principal, décide de partir en voyage autour du monde pour prendre des vacances. Le joueur commence en Australie, dans une région appelée « Down Under », où il rencontre Bruce, un personnage sympathique qui l’aide à débuter l’aventure. Le joueur grimpe jusqu’à la Grotte des Rêves où il rencontre le Mystique. Ce dernier révèle qu’un immense carnaval doit avoir lieu au Brésil, et que le joueur doit parcourir le monde pour convaincre les différents créateurs-conservateurs de s’y rendre.
Le joueur se rend ensuite en Orient, en Chine, où il rencontre l’Empereur, qui possède un œuf de dragon dans sa salle aux trésors. Le joueur le récupère et le rend au dragon accompagné des excuses de l’Empereur. Ce dernier décide alors de participer au carnaval.
Le joueur voyage ensuite jusqu’au royaume du Génie, le Bazar, situé en Perse. Le roi des singes voleurs y dérobe la lampe du Génie à son propriétaire. Le joueur traverse le royaume pour la récupérer. Elle est rendue à son propriétaire après que le joueur remporte un mini-jeu appelé « Saut de Singe ». Le Génie aide ensuite le joueur à voyager jusqu’aux Sables Dorés (situés en Arabie) sur un tapis volant, où un prince est en train de construire un parc d’attractions. Il a besoin de l’aide du joueur pour construire et tester les dispositifs de sécurité. Une fois cela fait, le prince accepte lui aussi de se rendre au carnaval.
Le joueur se rend ensuite dans les Montagnes Alpines, où il rencontre Horloge Hans après qu’une partie du toit a été détruite. Hans promet de venir au carnaval si le joueur retrouve ses enfants pendant qu’il répare le toit. Le joueur les retrouve et Hans donne la permission d’utiliser son dispositif de téléportation, qui envoie le joueur à Tinsel Town, inspirée d’Hollywood. Là-bas, le réalisateur demande au joueur de devenir cascadeur dans ses films : LittleBugPlanet et The Sewn Identity. Une fois les tests terminés, les deux films sont des succès, et le réalisateur décide de venir au carnaval.
Une fois arrivé au Brésil, le joueur parcourt les chars des autres créateurs et les aide à les faire fonctionner. Le Réalisateur a besoin d’une photo avec le joueur, la Leading Lady et Big Ron. Sur le char de Hans, le joueur aide à réparer l’horloge sur le pont inférieur. Le prince Funubis doit démarrer un puits de pétrole sur son char. Le Génie se retrouve coincé dans sa lampe et a besoin de Sackboy pour en sortir. L’Empereur Sario doit tirer un feu d’artifice depuis son char. Le Mystique remet au joueur un dernier objet pour son propre char, à l’intérieur de Big Croc. Enfin, le joueur apporte les dernières touches à son char de parade, et défile à travers le Brésil pendant que le générique de fin défile.

## Développement
Dans un communiqué de presse de février 2009, Sony a annoncé qu’une version de LittleBigPlanet pour la PlayStation Portable était en cours de développement par SCEE Cambridge Studio en collaboration avec Media Molecule,.
Le jeu a été provisoirement intitulé LittleBigPlanet PSP et a été présenté pour la première fois au public lors de l’E3 2009, où deux niveaux du mode Histoire, inspirés de l’Australie, étaient jouables. L’un d’eux était un mini-jeu de surf dans lequel l’objectif était de garder Sackboy sur une planche de surf en mouvement le plus longtemps possible, tandis que l’autre était un niveau de plateforme complet.
L’esthétique du jeu est très proche de celle de la version PlayStation 3, et de nombreuses mécaniques de jeu similaires sont présentes, comme les interrupteurs à autocollants. Comme dans la version PS3, Stephen Fry assure la narration dans la version anglaise du jeu. Le scénariste de comédie Dean Wilkinson a également repris son rôle pour écrire le script de Fry, ainsi que les dialogues et personnages en jeu.
Contrairement à la version PlayStation 3, le mode multijoueur n’est pas présent dans LittleBigPlanet sur PSP. En revanche, la création et le partage de niveaux sont toujours possibles.

### Contenu téléchargeable
Plusieurs packs de contenu téléchargeable (DLC), gratuits ou payants, ont été publiés, incluant des éléments comme des matériaux, des autocollants et des costumes, certains provenant directement de la version PS3 du jeu. Les kits gratuits ne contiennent qu’un seul costume chacun, à l’exception des costumes de la Savane, qui incluent les deux costumes offerts dans la section "Savane" du jeu original sur PlayStation 3.
Sur le PlayStation Store, un ensemble de niveaux payants nommé **Turbo! Pack** a été mis en ligne. Il comprend 6 niveaux, 121 objets, 28 matériaux, 112 autocollants, 20 éléments sonores, 6 musiques et 1 arrière-plan.

## Accueil

### Critique
- Jeuxvideo.com : 17/20[9].

### Récompenses
- Jeu portable de l'année - Choix des lecteurs de Pocket Gamer[10]